# Pajok
Pajok (russisch Сухой паёк, eigentlich suchoi pajok, Trockenverpflegung) ist die russische Bezeichnung für Verpflegungsration oder Marschverpflegung.
Die monatliche Ration eines Soldaten an Getreide betrug 2 Tschetwerik.
Das Maß stand in der Maßreihe
- 1 Tschetwert = 2 Osmina = 4 Pajok/Poluosmina (halbe Osmina) = 8 Tschetwerik = 16 Polutschetwerik/halber Tschetwerik = 32 Tschetwerka = 64 Garnitz = 1920 Becher = 12809,6948 russ./engl. Kubikzoll = 2,0990 Hektoliter

## Zeitgeschichte
Eine zeitgeschichtliche Bedeutung erhielt dieser Begriff durch einen Befehl der Sowjetischen Militäradministration in Deutschland, nach dem bestimmten Bevölkerungskreisen in der Sowjetischen Besatzungszone nach dem Ende des Zweiten Weltkrieges Hilfspakete mit Kartoffeln, Fleisch und Zucker zur Verfügung gestellt wurden. Ursache war die anhaltende Mangelsituation bei Lebensmitteln und anderen Gütern des täglichen Bedarfs in der SBZ.
Diese Lebensmittelhilfe kam ausschließlich einem bestimmten Personenkreis aus Schauspielern, Professoren, Ingenieuren und Spezialisten zugute. Im Kalten Krieg wurde diese Unterstützung als Versuch gewertet, ökonomisch wichtige Personengruppen von der Flucht aus der SBZ abzuhalten.
Im Gegensatz zu den Pajok-Lieferungen wurden die CARE-Pakete im Westen hauptsächlich von privaten Spendern gestiftet und ohne eine zentrale Vorgabe der Empfänger verteilt.